# Antonivanovtsi
Antonivanovtsi (bulgariska: Антонивановци) är en reservoar i Bulgarien.   Den ligger i regionen Smoljan, i den centrala delen av landet, 130 kilometer sydost om huvudstaden Sofia. Antonivanovtsi ligger 612 meter över havet.
I omgivningarna runt Antonivanovtsi växer i huvudsak blandskog. Runt Antonivanovtsi är det ganska glesbefolkat, med 24 invånare per kvadratkilometer.